# Sussan Tahmasebi
Sussan Tahmasebi (Perzisch: سوسن طهماسبی) is een activist op het gebied van vrouwenrechten uit Iran. Haar werk is gericht op het bevorderen van vrouwenrechten en vrede in het Midden-Oosten, Noord-Afrika en Azië. Ze is internationaal bekend als een invloedrijke activist op dit gebied.
Tahmasebi is mede-oprichter van een aantal organisaties:
- de One Million Signatures Campaign, een grassroots-campagne om gender-bevooroordeelde wetten in Iran te beëindigen[1]
- het Iran CSO Training and Research Centre, dat werkt aan de ontwikkeling van het maatschappelijk middenveld. Ze was van deze organisatie ook bestuurslid[1][2]
- het International Civil Society Action Network, een organisatie die zich richt op het bevorderen van vrede en vrouwenrechten. Ze was van 2011 tot 2017 directeur voor de regio's Noord-Afrika, Midden Oosten en Azië.[3]
- FEMENA, een organisatie die steun geeft aan vrouwelijke mensenrechtenverdedigers, hun organisaties en feministische bewegingen in het Midden-Oosten, Noord-Afrika en Azië.[4] Sinds 2017 is ze hiervan ook directeur.

## Internationale erkenning en onderscheidingen
In 2010 en 2011 ontving Tahmasebi de Human Rights Watch Alison Des Forges Award voor buitengewoon activisme. In 2011 werd ze door Newsweek aangewezen als een van "150 Women Who Shake the World". De internationale organisatie AWID (Association for Women's Rights in Development) noemde haar een van "12 activisten die je hoopvol maken voor een feministische toekomst zonder fundamentalisme". In 2016 kende het National Center for Civil and Human Rights haar de Power to Inspire Award toe.